# Кошки-мышки (новелла)
«Ко́шки-мы́шки» (нем. Katz und Maus) — повесть (определение Б. Хлебникова — «новелла», от нем. Novelle, обозн. повесть) Гюнтера Грасса, впервые опубликованная в 1961 году и входящая в «Данцигскую трилогию».

## Сюжет
Повествование ведётся от лица некоего Пиленца, вспоминающего своего школьного товарища Йоахима Мальке и отношения, которые их связывали. Пиленц, ведя рассказ от первого лица, постоянно обращается к Мальке, как бы излагая ему лично свои воспоминания, стараясь разобраться в их якобы дружбе и в своей роли в судьбе Мальке: ведь именно Пиленц, будучи другом Мальке, бросил ему кошку на выступающий кадык — «мышку» в восприятии кошки; именно Пиленц предлагает дезертиру Мальке спрятаться в отсеке затонувшего тральщика, но он же выбрасывает столь необходимый ему для открывания банок с едой консервный нож.
Действие происходит в годы Второй мировой войны в городе Данциге (ныне Гданьск), в котором развивались и основные события романа «Жестяной барабан».
Мальке, единственный ребенок в семье, полусирота на попечении матери и тётки; обладал неординарной внешностью: у него был слишком выступающий кадык, который мальчик пытался то скрыть, то подчеркнуть, нося на шее отвертку и другие необычные для этого предметы, укладывал волосы на пробор сахарной водой; будучи непревзойденным ныряльщиком, он постоянно исследовал под водой все трудно доступные отсеки затонувшего у берега польского тральщика, выискивая там различные предметы; Мальке исповедовал культ Девы Марии, стараясь не пропускать ни одного богослужения; в то же время он хотел стать клоуном.
В один из дней в гимназию Конрадинум (кстати, в этой гимназии учился Гюнтер Грасс), где учились Пиленц и Мальке, прибывает командир подводной лодки, бывший гимназист, отмеченный за свои подвиги на фронте очень высокой наградой (предположительно, это Рыцарский крест Железного креста, хотя в тексте это нигде не конкретизируется), и выступает в актовом зале с рассказом о своих подвигах. Отныне все помыслы и интересы Мальке сосредотачиваются на этой награде: он видит, как высоко чтит общество такие заслуги. Правда, это находится в резком противоречии с его собственной низкой оценкой милитаристского мышления. Воспользовавшись моментом, Мальке крадет награду и примеряет её на себя. И хотя через день он добровольно признаётся и возвращает орден школьному директору, его исключают из гимназии и переводят в менее престижную школу, после чего контакты между Пиленцем и Мальке почти прекращаются.
Позже Мальке, ставший сначала наводчиком, а затем и командиром танка, сам удостаивается такого же ордена (в книге опять не названного). Теперь его главной целью становится выступление в той самой гимназии Конрадинум, откуда его в своё время выгнали. Приехав в отпуск в Данциг, Мальке надеется выступить перед учащимися, но воплотить эту мечту в жизнь ему так и не удаётся. Его цели остаются не совсем ясными. С одной стороны, он ожидает общественного признания и почета, с другой стороны, из его диалога с Пиленцем следует, что в своей речи он бы нарисовал весьма неприглядную картину танковых боев, выразив тем самым презрительное отношение к войне. После того как директор отказывает ему в разрешении выступить, не простив давнего дерзкого проступка, Мальке решает дезертировать. Пиленц напоминает ему о герметичной радиорубке на затонувшем тральщике, которую когда-то давно нашел и обустроил лично для себя Мальке, в которой можно дышать и вход в которую не известен никому, кроме самого Мальке. Пиленц уговаривает его укрыться там на время, а затем сбежать на стоящее в гавани шведское судно. Взяв провиант (банки с консервами) и заручившись обещанием Пиленца, что тот придет вечером, Мальке ныряет в люк и исчезает навсегда.
О дальнейшей судьбе Мальке рассказчик ничего не знает. Погиб ли он или остался жив? После войны Пиленц пытается найти своего друга то в цирковых труппах, то на съезде кавалеров ордена Железного креста, но ему это так и не удаётся.

## Публикация и критика
Книга «Кошки-мышки» была впервые опубликована в 1961 году в нойвидском издательстве «Luchterhand». Это произведение наряду с романами «Жестяной барабан» (1959) и «Собачьи годы» (1963) входит в так называемую «Данцигскую трилогию». С этими произведениями «Кошки-мышки» связана не только общим местом действия и рядом второстепенных персонажей: барабанящий на жестяном барабане малыш, парень по фамилии Штертебеккер и, собственно, сам Пиленц. Как и в других книгах трилогии, Грасс ставит во главу угла тему национал-социалистического прошлого и предпринимавшихся в те годы попыток его так называемого «преодоления».
Выход повести в свет вызвал многочисленные литературные, политические и общественные дискуссии. Уже через несколько месяцев после публикации произведения журнал «Риттеркройцтрегер» (нем. «Ritterkreuzträger»), выпускаемый Объединением кавалеров Рыцарского креста Железного креста, в своей статье потребовал рассмотрения в Федеральном бюро по контролю за изданиями, опасными для молодежи, вопроса о запрете книги. Любопытно, что сам автор на протяжении всего произведения этот крест напрямую не называет, используя различные эвфемизмы: «железяка», «особая вещь», «гальванизированный четырёхлистник клевера» и т. д. Тем не менее, в тексте есть косвенные, но явные намеки на то, что это был именно Рыцарский крест Железного креста.
В 1962 году правый публицист Курт Цизель подал иск в суд Кобленца о запрете на распространение книги «Кошки-мышки» как порнографического издания, оскорбляющего нравственные чувства рядового немца.
В том же году от земельного министерства по вопросам труда, социальной политики и здравоохранения земли Гессен, где как раз и находилось напечатавшее произведение издательство «Luchterhand», также было направленно прошение о запрете на публикацию книги. В доказательство приводились отрывки, содержащие эпизоды порнографического характера, в частности, сцены онанизма.
Однако под давлением литературной общественности оба прошения были отклонены.
Проблемным оказался также выход книги в переводах на другие языки в ряде стран: например в Польше, где книга была опубликована в 1963 году, велись острые дискуссии по поводу возможности издания подобного произведения «антипольской» направленности, не говоря уже о содержащихся в нём сценах чересчур откровенного характера.

## Экранизация
В 1967 году на экраны вышел фильм «Кошки-мышки», снятый немецким режиссёром Хансом Юргеном Поландом. Главные роли в нём исполнили Ларс Брандт (юный Мальке) и Петер Брандт (повзрослевший Мальке) — сыновья Вилли Брандта, ставшего впоследствии федеральным канцлером Германии, а на тот момент занимавшего должность федерального министра иностранных дел и вице-канцлера. Этим обстоятельством воспользовались его политические оппоненты, заявив об аморальности фильма и осквернении Железного креста, высшей награды Третьего Рейха, сыновьями одного из лидеров страны. В итоге фильм пришлось частично сократить и рекомендовать к просмотру лицам старше 18 лет.